# Кристиан, Дональд
Дональд Кристиан (англ. Donald Christian; 28 августа 1958, Антигуа и Барбуда — 15 мая 2011, Кассада-Гарденс) — антигуанский велогонщик, выступавший на треке. Участник летних Олимпийских игр 1976 года.

## Биография
Дональд Кристиан родился 28 августа 1958 года в Антигуа и Барбуде.
В 1976 году вошёл в состав сборной Антигуа и Барбуды на летних Олимпийских играх в Монреале. В гите на 1000 метров не смог завершить дистанцию. В индивидуальной гонке преследования сошёл с полотна в квалификационном заезде с Гарри Саттоном из Австралии.
Был владельцем магазина фотокамер в торговом комплексе «Хэритедж Куэй». Был президентом сервисного клуба, входящего в международную организацию Lions Clubs International.
Возглавлял ассоциацию олимпийцев Антигуа и Барбуды.
Погиб 15 мая 2011 года в антигуанском городе Кассада Гарденс в дорожной аварии: мотоцикл, которым управлял Кристиан, столкнулся с автомобилем.

## Семья
Сын — Брендан Кристиан (род. 1983), антигуанский легкоатлет. Участник летних Олимпийских игр 2004, 2008 и 2012 годов.